# Acanthohaustorius spinosus
Acanthohaustorius spinosus är en kräftdjursart som först beskrevs av Edward Lloyd Bousfield 1962.  Acanthohaustorius spinosus ingår i släktet Acanthohaustorius och familjen Haustoriidae. Inga underarter finns listade i Catalogue of Life.